# Anastasia Zagoruiko
Anastasia Gennadïevna Zagoruiko (en russe : Анастасия Геннадиевна Загоруйко), née Romanova le 15 octobre 1988 à Zavodooukovsk, est une biathlète russe.

## Carrière
Sa première expérience internationale a lieu en 2006 aux Championnats du monde jeunesse. Aux Championnats d'Europe junior 2009, à Oufa, elle remporte la médaille d'or au relais et la médaille d'argent à la poursuite. Lors des Championnats du monde junior, elle décroche un total de trois médailles en 2008 et 2009, où elle gagne notamment l'argent sur l'individuel.
En 2012 à Ostblie et 2013 à Bansko, elle est championne d'Europe de l'individuel chez les moins de 26 ans. En 2013 et 2014, elle finit deux fois en tête au classement général de l'IBU Cup.
Elle fait ses débuts en Coupe du monde en 2012 et marque ses premiers points à Kontiolahti (26e). Elle obtient son premier podium en Coupe du monde lors du relais d'Antholz en 2016, saison où elle signe son meilleur résultat dans l'élite avec une 18e place au sprint de Khanty-Mansiïsk. Cette année, elle obtient sa première et unique sélection aux Championnats du monde à Oslo.
En 2017-2018, elle prend part à son ultime saison au niveau international, où elle ajoute une cinquième victoire en IBU Cup à Martello et une sixième médaille d'argent à son palmarès en championnat d'Europe avec l'argent au relais mixte.

## Palmarès

### Championnats du monde
| Épreuve / Édition | Individuel | Sprint | Poursuite | Départ en masse | Relais | Relais mixte |
| 2016 Holmenkollen | 25e        | —      | —         | —               | 11e    | —            |

Légende :
- — : non disputée par Zagoruiko

### Coupe du monde
- Meilleur classement général : 64e en 2016.
- Meilleur résultat individuel : 18e.
- 1 podium en relais : 1 troisième place.

#### Classements en Coupe du monde par saison
| Saison    | Classement général final | Sprint | Poursuite | Individuel | Mass start |
| 2011-2012 | 70e                      | -      | 54e       | -          | -          |
| 2012-2013 | 89e                      | 84e    | 80e       | -          | -          |
| 2015-2016 | 64e                      | 66e    | 61e       | 46e        | -          |
| 2016-2017 | 83e                      | 76e    | 74e       | -          | -          |

### Championnats d'Europe
- 6 médailles : 
  -  Médaille d'or de l'individuel (2012 et 2013).
  -  Médaille d'or en relais mixte (2016 à Tioumen).
  -  Médaille d'argent en relais (2012).
  -  Médaille d'argent en relais mixte (2018 à Racines).
  -  Médaille de bronze de la poursuite (2012).

### Championnats du monde junior
- 3 médailles :
  -  2 Médailles d'argent en 2009 sur l'individuelle et en relais.
  -  Médaille de bronze en 2008 en relais.

### Championnats d'Europe junior
- Médaille d'or du relais en 2009.
- Médaille d'argent de la poursuite en 2009.

### Universiades
- Médaille d'argent du relais mixte en 2011.

### IBU Cup
- Gagnante du classement général en 2013 et 2014.
- 16 podiums individuels, dont 5 victoires.